# 기장 지장암 칠성도
기장 지장암 칠성도(機張 地藏庵 七星圖)는 부산광역시 기장군 철마면 임기리, 지장암에 있는 불화이다. 2017년 1월 23일 문화재 지정예고를 거쳐, 2017년 7월 19일 부산광역시의 문화재자료 제98호로 지정되었다.

## 개요
기장 지장암 칠성도(機張 地藏庵 七星圖)는 치성광불을 중심으로 한 칠성여래와 칠원성군을 상하 2단의 병렬형식으로 구성하였다. 이와 같은 도상 구성은 조선 말기 경상도 지역을 중심으로 나타나는 칠성도의 양식을 계승한 것이다. 화면을 상하로 구분한 이단구조형식이나 칠원성군의 비중이 확대된 점, 각 도상과 천공의 채운 표현 등은 19세기 말 근대불화의 일반적인 형식을 계승하고 있을 뿐 아니라, 20세기 초 활동했던 월주 덕문의 작품에서 확인되는 특징이다. 또한 반원형의 방광 표현은 경상도 지역의 불화에서 자주 나타나는 특징으로 범어사와 복천사를 근거지로 불화소를 만든 완호의 칠성도나 그의 제자인 월주 덕문의 칠성도에서 일부 변용되어 나타나는 양상이다.
이 불화는 10여년 전 배접 당시 현재 화기의 일부분을 유실하였지만 2004년 성보문화재연구원의 조사기록이 문헌으로 남아 있어 이를 토대로 1934년 조성된 월주덕문의 작품으로 확인할 수 있었다. 월주 덕문은 1925년(13세)에 범어사 소속 복천암에 행자승으로 들어간 후 1927년(15세) 출가하였고, 완호 낙현으로부터 불화를 사사받아 그의 계보를 이어 불화 작업을 하였다. 기장 지장암 칠성도는 1931년 완호 입적 이후 독립적으로 제작한 불화로, 현재 알려진 월주 덕문의 불화 가운데 이른 시기의 작품으로 여겨진다. 이 불화는 20세기 전반 칠성도의 도상 연구는 물론 금어 월주 덕문의 초기 화풍을 파악하는 자료적 가치가 높은 문화재로 평가된다. 따라서 부산광역시 문화재자료로 지정하여 보존할 가치가 높다고 생각된다.

## 같이 보기
- 기장 지장암

## 참고 자료
- 기장 지장암 칠성도 - 국가유산청 국가유산포털